# Фалашмура

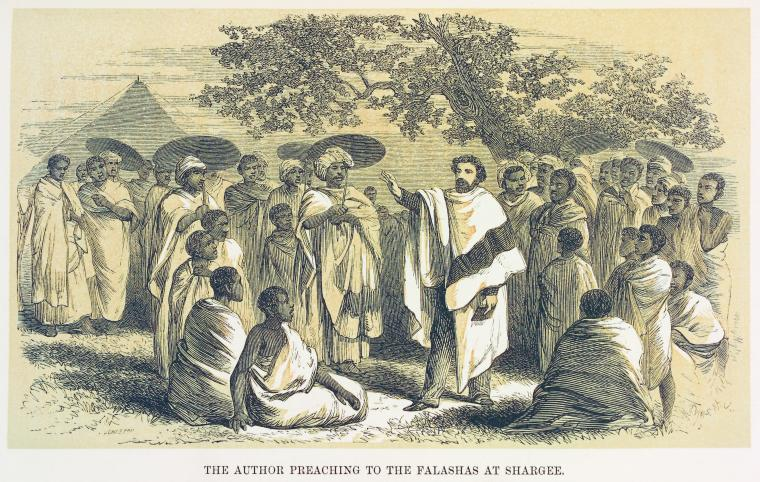
Генри Аарон Стерн проповедует христианство эфиопским евреям.

Фалашмура (фалаш мура, ивр. פלאשמורה‎) — наименование группы эфиопских евреев, под давлением или добровольно принявших христианство в XIX—XX веках.
Этот термин включает в себя как евреев, которые не придерживаются еврейского закона, так и иудеев, добровольно либо насильственно принявших христианство.

## Tерминология

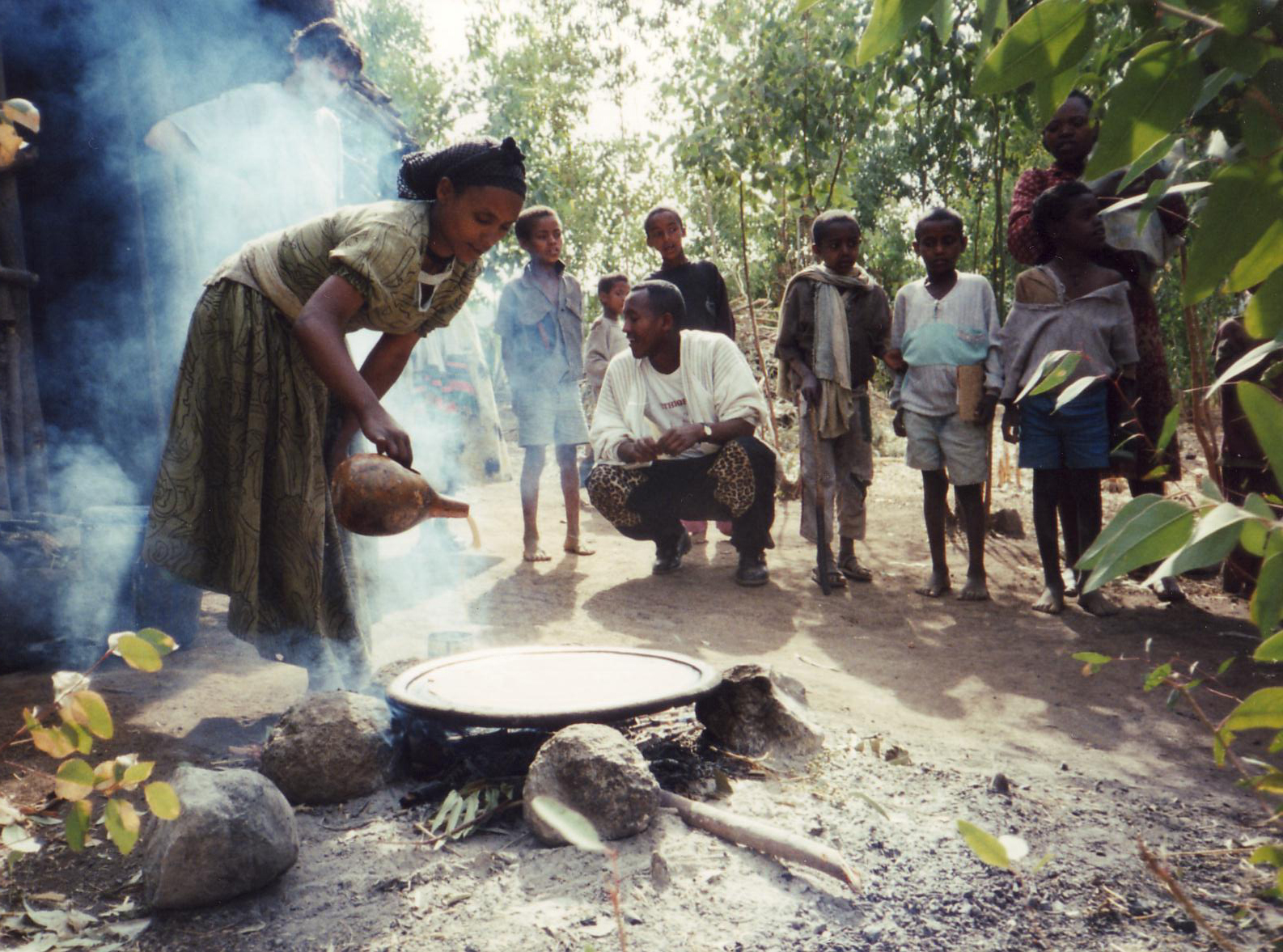
Женщина фалашмура готовит ынджеру (Гондэр, 1996 год).

Изначально крещёных фалаша называли «фарас мукра» (англ. Faras Muqra), от которого произошли названия «палас мукра», «парас мура» и «палас мура».
В переводе это означает «конь во́рона»; «во́рон» — прозвище миссионера Мартина Флада (англ. Martin Flad), носившего чёрную одежду, а «кони» — принявшие христианство благодаря его проповедям.
Среди эфиопских христиан были распространены прозвища «Исраэль», «Кайла», «Буда», «новые амхарцы» и «христиане-израильтяне». В районах, говорящих на тигринья, их называли «кистино» (крещёный еврей), «кистинара» (выбравший христиан) и «крисиан» (ушедший к христианам).
Среди евреев из других общин их называли «фалаша маранос» (см. Марраны).

## История
В 1860 году миссионер Генри Аарон Стерн проповедовал христианство для народа фалашмура.

## Группы
Фалашмура состоит из нескольких подгрупп, наиболее крупная из которых — Бета Авраам.

## Репатриация в Израиль
Согласно решению правительства Израиля, фалашмура-евреи по матери смогут приехать в Израиль согласно закону о въезде (не Закону о возвращении) и пройти гиюр.
Репатриация фалашмура из Эфиопии в Израиль была завершена в 2013 году, хотя во временном лагере города Гондэр осталось 5 тысяч фалашмура. В октябре 2016 года репатриация была продолжена, и окончание её было отмечено лозунгом «Завершена репатриация евреев-фалашмура из Эфиопии». Тем не менее, перевозка фалашмура спорадически продолжилась (последняя партия была доставлена в Израиль 14 сентября 2022), а численность вновь обнаружившейся фалашмура в Эфиопии продолжает расти.